# 長子相続
長子相続（ちょうしそうぞく）は、直系卑属にあたる長子（一般には長男）が相続するという形態。
前近代社会では相続によって継承されるものは個人的な私有財産ではなく家産であると考えられていた。相続の第一目的は直系家族の維持（家の存続）であるとされ、それに最も適合的だったのが長子相続であった。つまり子のうち親との年齢差が最も少ない長子が相続することが父系的な継承線の維持にとって最も合理的と考えられていた。

## 欧州

### 古代
ゲルマン法では相続権は血縁者のみが有するとされ、出生とともに相続上の権利（承継する地位）が与えられ（法定相続主義）、遺言で被相続人を指定するという制度にはなっていなかった。
ローマ法では原則として遺言による相続が行われたが、直系卑属を相続から排除するためには遺言で明記されることが必要であった。

### 中世
イギリスではゲルマン人による征服まではすべての男子が土地を等分して相続する慣習であった。しかし、封建制の成立及びコモン・ローの浸透とともに長子相続が行われるようになった。
フランスでは、北部のゲルマン法の影響を受けた地域、例えばノルマンディーの慣習法では貴族封地について長男子の優先権を認めていた。南部のローマ法の影響を受けた地域では遺言処分による相続人の指定が制度となっていたが、この制度は実施慣行上はむしろ直系卑属とりわけ長男子を優先させるように機能した。
ただし、いずれの地域でも長子相続は長男が独占的に相続していたわけではなく、実際にはその他の男子や女子も何らかの形で財産を受け取った場合が多かった。

### 近代
近代、封建制が廃止されるとともに長子相続の制度は廃止される傾向に進んだものの、国や地域によってその進捗には差がある。
フランスでは1804年の民法典において長男を含む男子の特権を廃止している。
イギリスでは1833年の相続法や1859年のレオナード卿法では長子相続の制度が残されていたが、1925年の遺産管理法は長子相続の制度を廃止した。

## 日本

### 江戸時代まで
律令制では分割相続であり、鎌倉時代初期の武士も子は親の名字を当然には継承せず、各自領有した土地の名字を独自に名乗るのが一般であった。ところが、土地は有限であるから、鎌倉中期になると新田開発の行き詰まりによって子に分割すべき所領を欠く。そこで所領の細分化を嫌って相続辞退や出家を選択する者が続出し、長子相続制が自然発生する。これは概ね室町時代頃に確立したと考えられている。
もっとも、明文化された相続法はなかったので、いわゆるお家騒動が起こることもあった。
ギュスターヴ・エミール・ボアソナードの分析によると、長子権が旧約聖書に明文化されているキリスト教圏と異なり、日本にその宗教的基盤は無い。

### 明治維新から第二次世界大戦まで
明治政府が始まった頃、華族や士族には長男相続制が規定され、その地位も長男によって世襲された。さらに、平民にも長男の家督相続制が規定された。明治31年の民法制定により家制度が確立すると、家督に当たる戸主権の制度が成立した。明治民法の相続は「家督」と「遺産」の相続をそれぞれ別個に処理することを特徴としており、家督についてはかならず１名の相続人がこれを継承するのに対して、遺産相続については分割や共有を認めており、その権利は配偶者や家督相続人以外の他の子にも存在するものと記された。もっとも、財産の相続については家督相続人が一身に受けることを前提としており、昭和２年に臨時法制審議会が「民法相続編中改正ノ要綱」において「家を維持するのに必要な額を超える部分について家督相続人ではなく被相続人の配偶者等に分与すること」が提案されたが、この改正は実現することはなかった。女戸主については、これを認めなかったわけではないが、例外的なものとされた。法律上推定される家督相続人が存在しない場合は被相続人が戸主を指定することができるが、存在する場合には取消請求の対象とされた。
家督相続は以下の順序によって定められ、事実上長男相続を推奨したものとなった。
民法970条
被相続人ノ家族タル直系卑属ハ左ノ規定ニ従ヒ家督相続人ト為ル
一、親等ノ異ナリタル者ノ間ニ在リテハ其近キ者ヲ先ニス
二、親等ノ同シキ者ノ間ニ在リテハ男ヲ先ニス
三、親等ノ同シキ男又ハ女ノ間ニ在リテハ嫡出子ヲ先ニス
四、親等ノ同シキ嫡出子、庶子及ヒ私生子ノ間ニ在リテハ嫡出子及ヒ庶子ハ女ト雖モ之ヲ私生子ヨリ先ニス
五、前四號ニ掲ケタル事項ニ付キ相同シキ者ノ間ニ在リテハ年長者ヲ先ニス
第八百三十六條ノ規定ニ依リ又ハ養子縁組ニ因リテ嫡出子タル身分ヲ取得シタル者ハ家督相続ニ付テハ其嫡出子タル身分ヲ取得シタル時ニ生マレタルモノト見做ス
その後の明治40年の改正華族令により、爵位に関しても家督相続人制度が導入された。また、皇位に関しては旧皇室典範第二条で長子相続が定められた。ただし、皇位に限っては男系男子相続が明確に定められ、爵位は原則として6親等内の男系相続が定められた。

### 第二次世界大戦後
第二次世界大戦後、日本国憲法が施行された1947年には、民法が大規模に改正され、家督相続が廃止された。この時の改正では、長男相続制も廃止されて、配偶者にもいかなる子供にも平等に相続権を持つことが規定された。